# Gennadi Drozdov
Gennadi Drozdov (11 settembre 1958) è un ex calciatore azero, di ruolo difensore.

## Carriera

### Club
Dopo aver giocato nelle prime tre serie del campionato sovietico con diverse squadre, gioca con il Terek Grozny nella seconda serie dell'appena nato campionato russo per poi trasferirsi nel campionato azero, chiudendo la carriera con la maglia del Turan Tovuz.

### Nazionale
Nel 1994 ha giocato la sua unica partita con la Nazionale azera.